# بنت شقية (فلم)
بنت شقية هو فيلم مصري عرض عام 1967، بطولة نادية لطفي وحسن يوسف ومحمد عوض ونوال أبو الفتوح، ومن إخراج حسام الدين مصطفى.

## قصة الفيلم
سميرة ممرضة ناجحة في حياتها العملية، تقع في غرام المهندس شكري، أما سامي صديق شكري فإنه يشعر بالحب من طرف واحد تجاه الممرضة، يأمل يوما أن تحس به، رغم أنه خطيب للفتاة الجميلة علية، يقرر سامي أن ينفصل عن حبيبته متوهماً أن سميرة تحبه ولا تحب شكري، يبوح لها بمشاعره، لكنها تخبره بالحقيقة، يقرر كل من شكري وسميرة أن يلقنا سامي درساً لا ينساه، يعود بعده إلى خطيبته علية معبراً عن ندمه، ويتزوج كل من شكري وسميرة.

## طاقم التمثيل
- نادية لطفي: (سميرة)
- حسن يوسف: (المهندس شكري)
- محمد عوض: (المهندس سامي)
- نوال أبو الفتوح: (علية)
- عبد المنعم مدبولي: (الباشكاتب ممتاز - والد سميرة)
- ثلاثي أضواء المسرح
  - سمير غانم: (التمرجي شوكة)
  - جورج سيدهم: (عريس في شهر العسل)
  - الضيف أحمد: (التمرجي فلة)
- السيد راضي: (الأستاذ فهمي - عم سميرة)
- زيزي مصطفى: (راقصة)
- نبيل الهجرسي: (الجرسون)
- سلوى فؤاد: (عروسة في شهر العسل)
- زكريا موافي: (بلطجي)
- الطوخي توفيق: (بلطجي)
- سميحة محمد: (تفيدة البلطجية)
- سيد عبد الله: (مدير الشركة)
- عبد المنعم عبد الرحمن: (مجنون)
- منصور الجوهري: (مجنون)
- محمود رشاد: (مدير المستشفى)
- صالح الإسكندراني: (المأذون)
- فايق بهجت: (تمرجي)

## فريق العمل
- إخراج: حسام الدين مصطفى
- قصة: عدلي المولد
- سيناريو وحوار: عدلي المولد، عبد الفتاح السيد
- مدير التصوير: كمال كريم
- مونتاج: حسين أحمد
- إنتاج: جمهورية فيلم
- توزيع: جمهورية فيلم

## روابط خارجية
- بنت شقية على موقع قاعدة بيانات الأفلام العربية